# Pierz
Pierz is een plaats (city) in de Amerikaanse staat Minnesota, en valt bestuurlijk gezien onder Morrison County.

## Demografie
Bij de volkstelling in 2000 werd het aantal inwoners vastgesteld op 1277.
In 2006 is het aantal inwoners door het United States Census Bureau geschat op 1307, een stijging van 30 (2,3%).

## Geografie
Volgens het United States Census Bureau beslaat de plaats een oppervlakte van
3,5 km², geheel bestaande uit land. Pierz ligt op ongeveer 373 m boven zeeniveau.

## Plaatsen in de nabije omgeving
De onderstaande figuur toont nabijgelegen plaatsen in een straal van 20 km rond Pierz.